# Mirów (województwo małopolskie)
Mirów – wieś w Polsce położona w województwie małopolskim, w powiecie chrzanowskim, w gminie Alwernia.
Wieś położona w województwie krakowskim wchodziła wraz z folwarkiem w 1662 roku w skład majętności spytkowickiej Łukasza Opalińskiego. W latach 1975–1998 miejscowość administracyjnie należała do województwa krakowskiego. Integralna część miejscowości: Betlejówka.